# 1529 a tudományban
Az 1529. év a tudományban és a technikában.

## Események
- Nagyszebeni nyomda alapítása.